# Kaur Kender
Kaur Kender (* 27. Mai 1971) ist ein estnischer Schriftsteller.

## Schriftsteller
Kaur Kender studierte am Estnischen Humanitarinstitut in Tallinn Semiotik und Literaturtheorie. Er ist daneben ausgebildeter Werbefachmann und ehemaliger Boxer. Kaur Kender debütierte 1998 mit dem Roman Iseseisvuspäev ("Unabhängigkeitstag"), der den Literaturpreis der staatlichen Stiftung Eesti Kultuurkapital erhielt. Seine Werke finden sowohl bei Literaturkritikern als auch in der Populärkultur Anklang. Daneben ist er als Publizist und Kolumnist für verschiedene estnische Print- und Internet-Zeitungen tätig. Wiederkehrende Themen sind Geld, Geschäftsleben, Sex und Männlichkeit.

## Werke
- Iseseisvuspäev (Roman, 1998)
- Yuppiejumal (Roman, 1999)
- Ebanormaalne (Roman, 2000)
- Läbi rahulike silmade (Kurzgeschichten, 2001, zusammen mit Herkki-Erich Merila)
- Check Out (2001)
- Pangapettus (2002)
- Puudutus (Novellenanthologie, 2002)
- Kuidas saada isaks (2003)
- Raha (2002, zusammen mit Rain Lõhmus)